# Schießstand

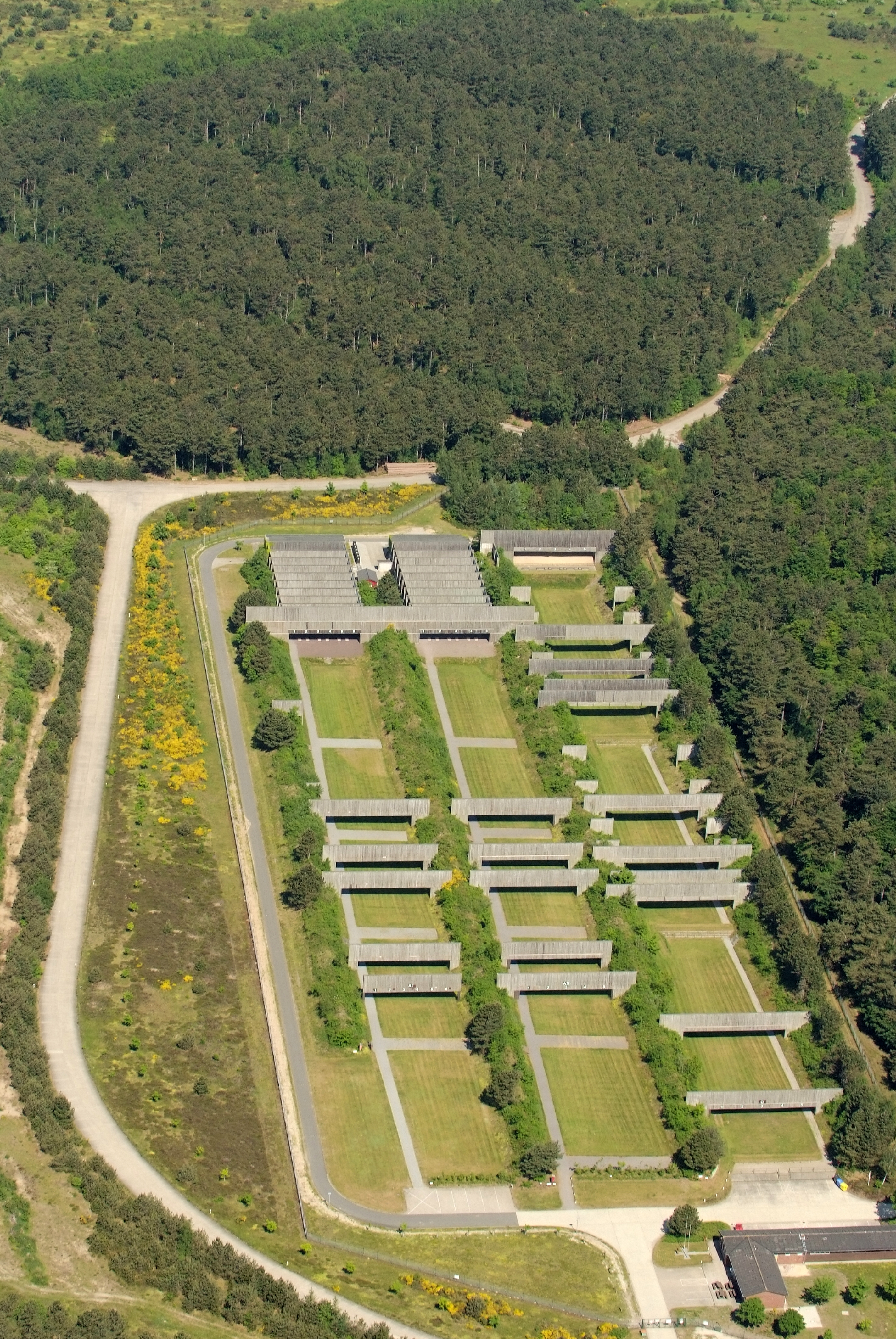
Schießstand aus der Vogelperspektive (Cuxhaven-Altenwalde, 2012)

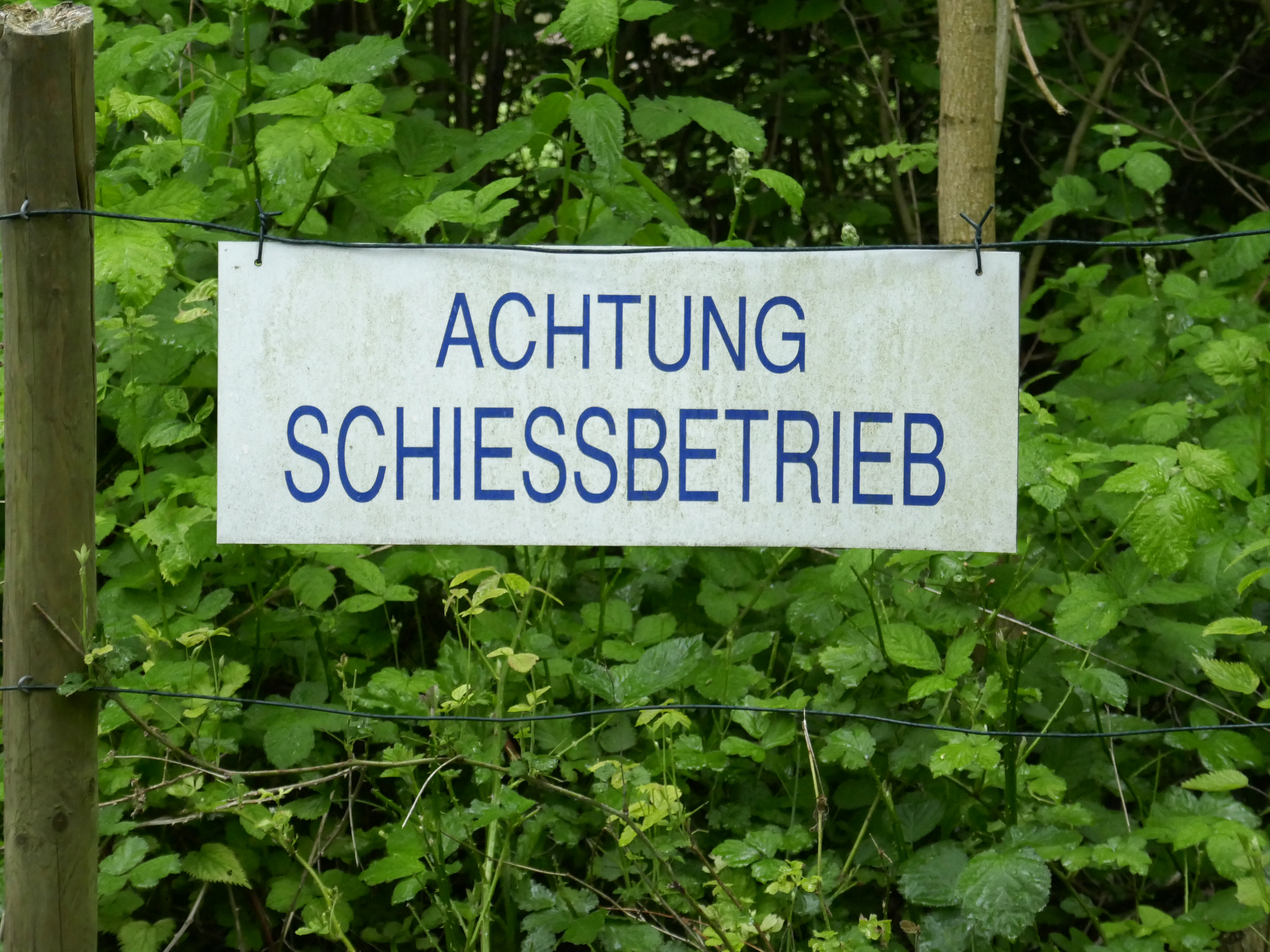
Warnschild: Achtung Schiessbetrieb

Ein Schießstand (schweizerisch Schiessstand) bezeichnet eine Schießanlage zum Übungs- und Wettkampfschießen. Er dient zur Durchführung von Sportschießen und wird von der Jägerschaft, Militär, Polizei und anderen Waffenträgern, auch von Privatpersonen, zum Training mit Schusswaffen aller Art genutzt.
Schießstände im traditionellen Sinne sind Freigelände (Schießplatz in eigentlichen Sinn), wie sie von alters her zum Üben mit Schusswaffen in der militärischen und Zivilverteidigung genutzt werden, moderne Bauformen sind die umbaute Raumschießanlage, Schießhalle oder Schießkeller. Schießbahn bezeichnet speziell die für den einzelnen Schützen vorgesehene Baulichkeit, ein Schießstand umfasst meist mehrere Schießbahnen nebeneinander.
Im engeren Sinn ist ein Schießstand der Teil der Anlage, der zwischen dem Schützen und der zu treffenden Schießscheibe liegt und damit Bestandteil eines Schützenstandes: Das ist die gesamte Fläche, die vom Schützen während der Dauer z. B. eines Wettkampfes genutzt werden kann, also auch die Fläche hinter dem Schützen. Zum Schießstand in seiner Gesamtheit gehören dann auch die Nebenanlagen für die Waffen- und Munitionsverwahrung, das Umkleiden, oder (bei Innenräumen) Absaug- und Luftfilteranlagen, sowie die äußeren Schutz- und Abgrenzungsbaulichkeiten und Ähnliches.

## Geschichte

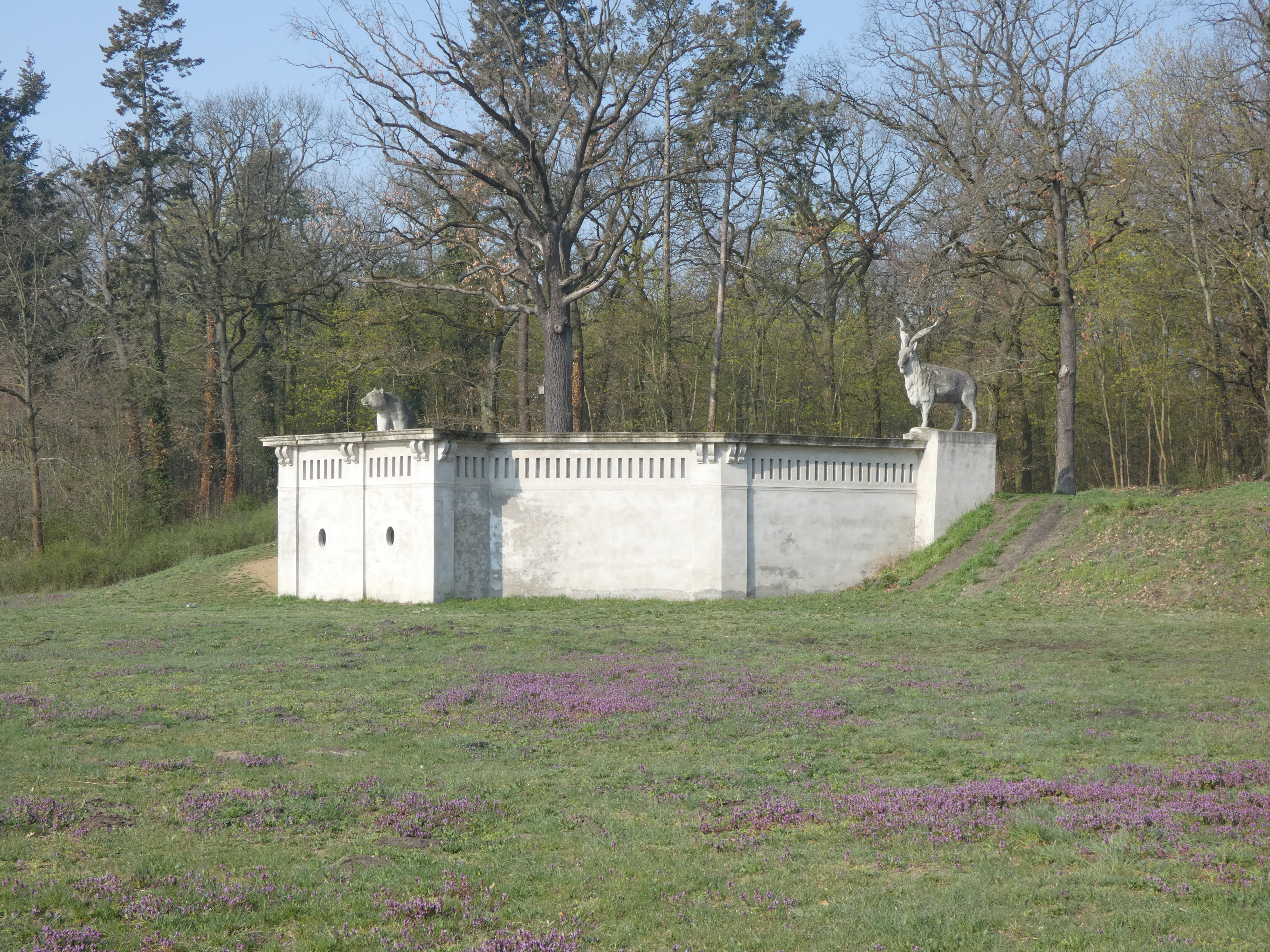
Tontaubenschießstand im Schlosspark Plaue; der älteste erhaltene der Welt

Schießplätze sind so alt wie das Schießen. Baulich geschaffene Schießstände entstanden in den Schützenhäusern. Im Schlosspark Plaue befindet sich ein historischer Tontaubenschießstand des Grafen Hans Adolf Erwein Max von Königsmarck, welcher aus der Zeit um das Jahr 1900 stammt und der älteste erhaltene der Welt sein soll. Dieser wurde mit überlebensgroßen Tierplastiken geschmückt.

## Anlage

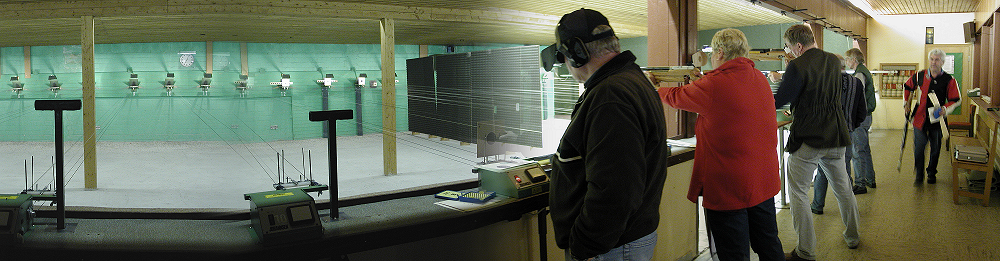
Schießstand mit Schützenstand (innen) – Schützenverein

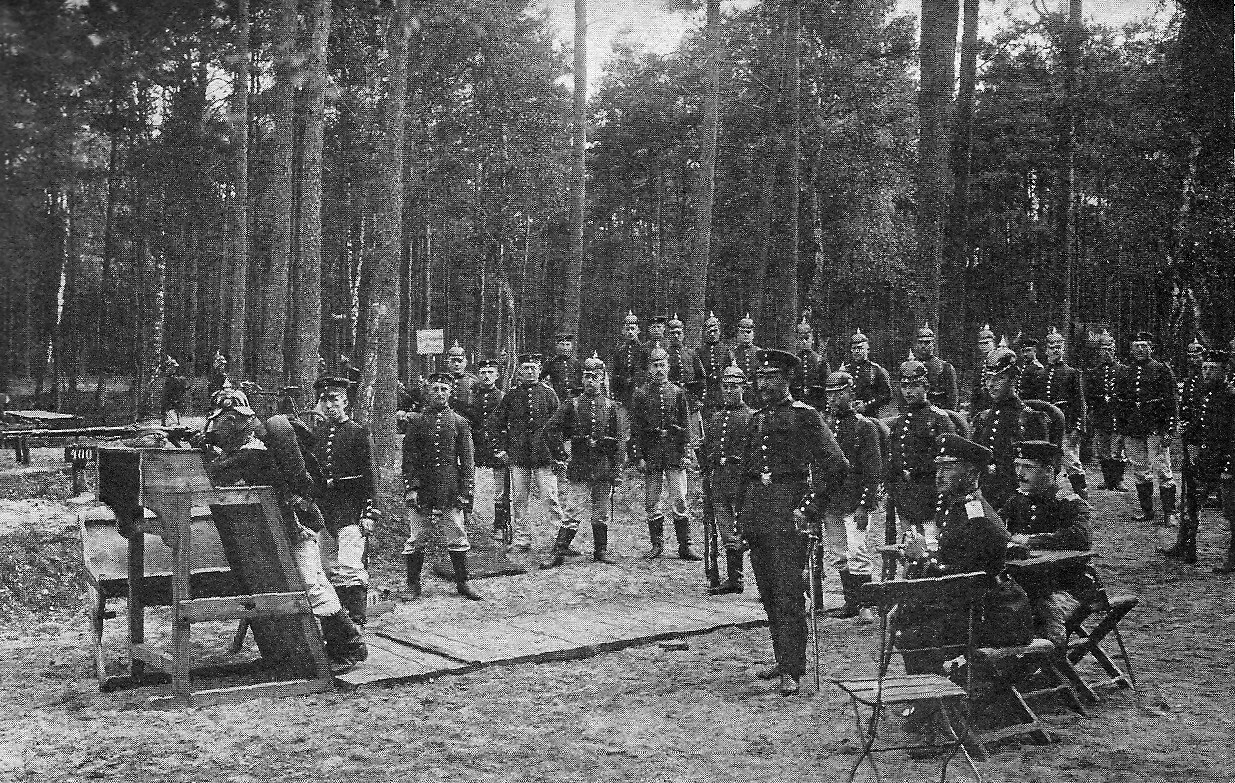
Schießstände im Neustädter Holz (1893)

Der hintere Teil des Schützenstandes, wo der Schütze während des Schießens steht, ist in der Regel überdacht, während beim Schießstand unterschieden werden kann zwischen offenen, teilgedeckten und geschlossenen Anlagen.
Schießstände, bzw. Schützenstände für Schusswaffen sind meistens Teil eines Schützenhauses. In den meisten Ländern müssen Schießstände verschiedene Kriterien erfüllen (Schießstandrichtlinien) und von einem offiziellen Schießstand-Sachverständigen behördlich abgenommen werden.
Auf Schießständen ist nur das Schießen mit dafür zugelassenen Waffen- und Munitionsarten gestattet. Diese Einschränkungen ergeben sich aus der jeweiligen Ausführung von Kugelfang, Schallschutz und Belüftung. Ein Schießstand kann zur Benutzung auf festgelegte Zielentfernungen von einer festen Schützenposition aus oder begehbar und mehrdistanzfähig gebaut und zugelassen werden.
Schießentfernungen für die verschiedenen Disziplinen werden vom Scheibenspiegel bis zu einer Entfernungsmarkierung am Schützenstand gemessen. Als „Spiegel“ wird die Ringanordnung auf einer Schießscheibe bezeichnet. Übliche Schießentfernungen liegen bei 10, 15, 25, 30, 50, 100 und 300 Meter mit engen Toleranzen. Die Schießstände müssen gleichmäßig und ausreichend ausgeleuchtet und die einzelnen Stände müssen durchnummeriert gekennzeichnet sein.
Abgeschlossen wird ein Schießstand mit einem Kugelfang, welcher hinter der Schießscheibe angebracht ist. Je nach Schießdisziplin besteht dieser aus Sand, Erde, hängenden Ketten oder aus einem Metallgehäuse. Aufgabe des Kugelfangs ist es, die kinetische Energie der Geschosse zu absorbieren und diese aufzufangen.

## Sicherheitsvorkehrungen

### Belastung durch Schadstoffe

#### Luft
Die im Mündungs- bzw. Zündfeuer im Pulverrauch enthaltenen Schwermetalle wie Antimon, Blei, Kupfer und Quecksilber können gesundheitliche Belastungen und chronische Krankheiten hervorrufen. Vorsorge ist vor allem in geschlossenen Anlagen durch ausreichend dimensionierte, geeignete und gewartete sowie richtig platzierte Absauganlagen zu tragen. Bleifreie Munition wird  angeboten.

### Deutschland

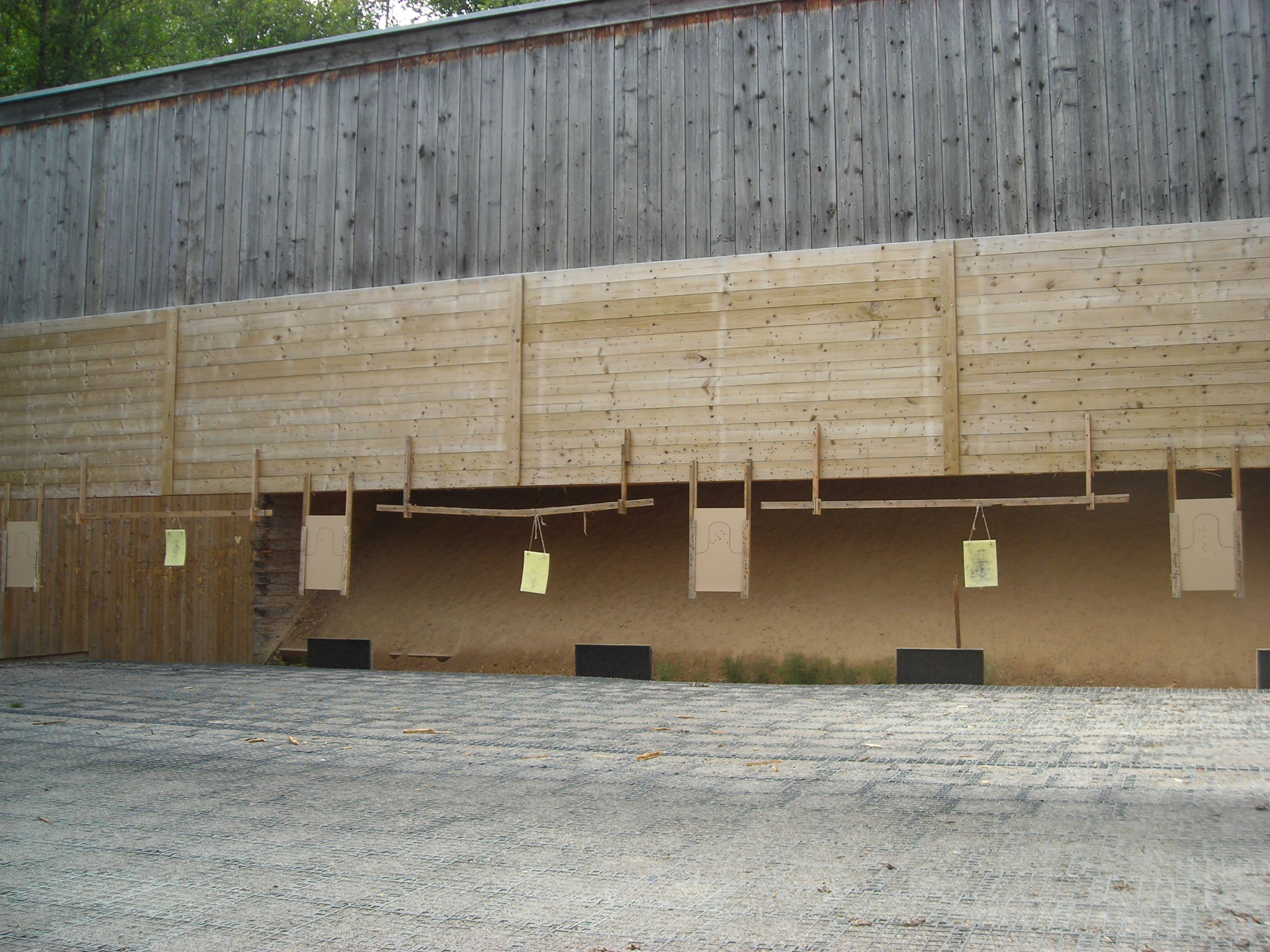
Ziele in einem militärischen Schießstand

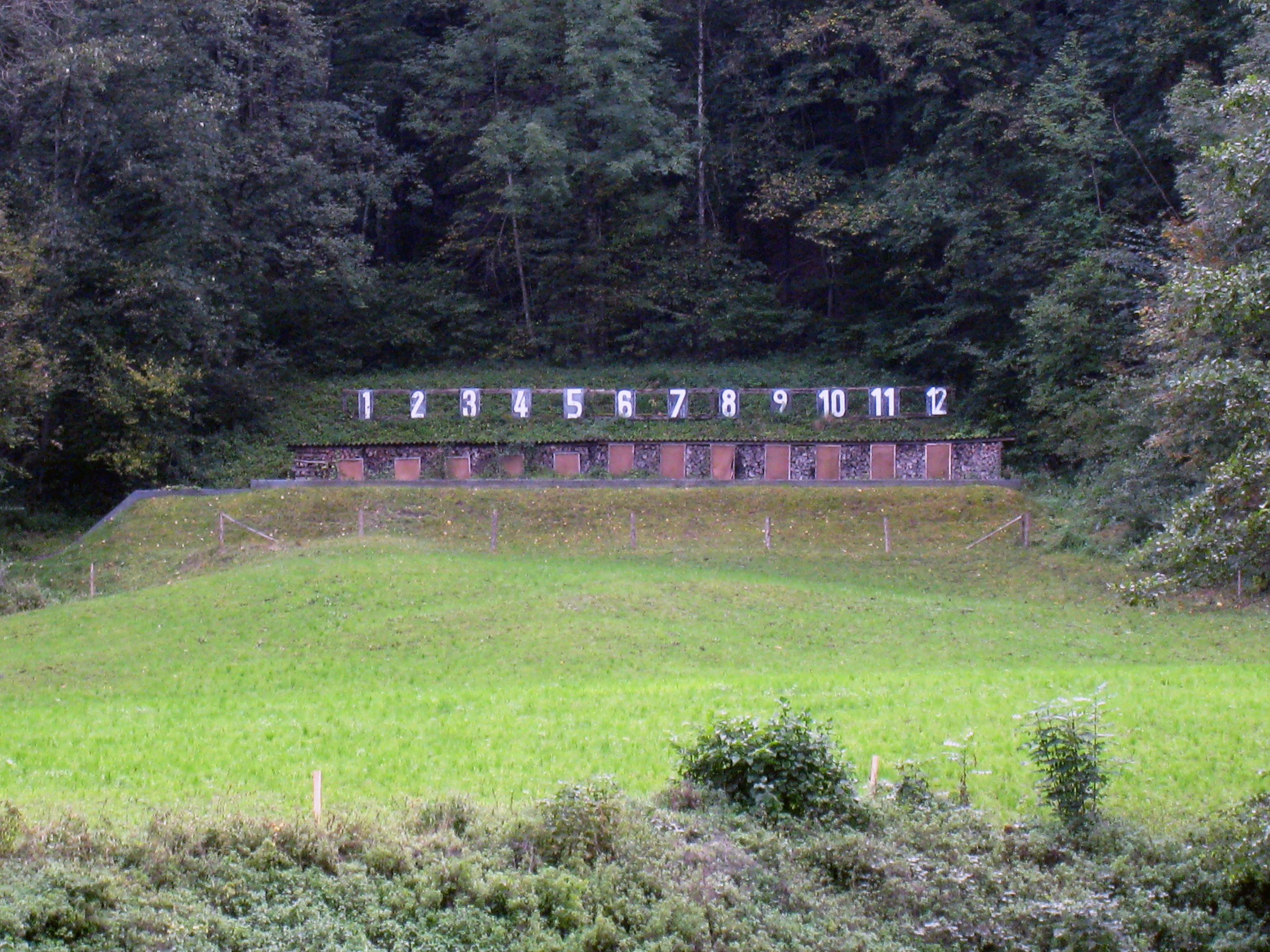
Scheibenstand in Mollis, Kanton Glarus

Die Zahl der Schießstände in Deutschland ist rückläufig, da viele Betreiber den steigenden Anforderungen im Laufe der Zeit nicht folgen konnten. Neben kleineren Schießständen wurden von jeher auch Schießstände vom Militär betrieben; auch die Marine hat bei ihren Schießübungen vorzugsweise gewisse Seegebiete für Schießbahnen genutzt. Größere Schießplätze an Land hat man meist mit Truppenübungsplätzen  (TrÜbPl) bzw. Standortübungsplätzen (StOÜbPl) verbunden. Bei militärischen Schießständen, bzw. offenen Schießständen für Großkaliberwaffen sind außerhalb des Wettkampfsportes von Schützenvereinen zusätzliche Sicherheitsmaßnahmen erforderlich. Elektrische Scheibenanlagen wurden Anfang des 20. Jahrhunderts bekannt.
Für die Sicherheit werden zahlreiche technische und organisatorische Maßnahmen angewendet, da nicht selten schadensträchtige Munition verwendet wird. Um Verletzungen oder gar Tötungen der Anwesenden zu vermeiden, werden automatisch akustisch-optische Warneinrichtungen aktiviert, sobald ein Zugang im Zielbereich offen ist. Damit wird das Schießen eingestellt, damit keine hereinkommenden Menschen getroffen werden oder auch, wenn eine bestimmte Schadstoffkonzentration in der Luft im Schießstand erreicht wird.
Organisatorisch wird durch den Leitenden oder Range Officer „Sicherheit!“ (engl.: „Range is clear!“) vermeldet, wenn alle Schusswaffen gesichert sind (Verschluss gesperrt oder komplett geöffnet oder Waffe ganz entladen). Erst dann darf das Personal risikolos zu den Schießscheiben gehen, um diese zur Trefferaufnahme abzulesen.
Zahlreiche Betreiber von Schießplätzen sind im Bundesverband Schießstätten organisiert, um Ressourcen zu optimieren.